# 港汇恒隆广场

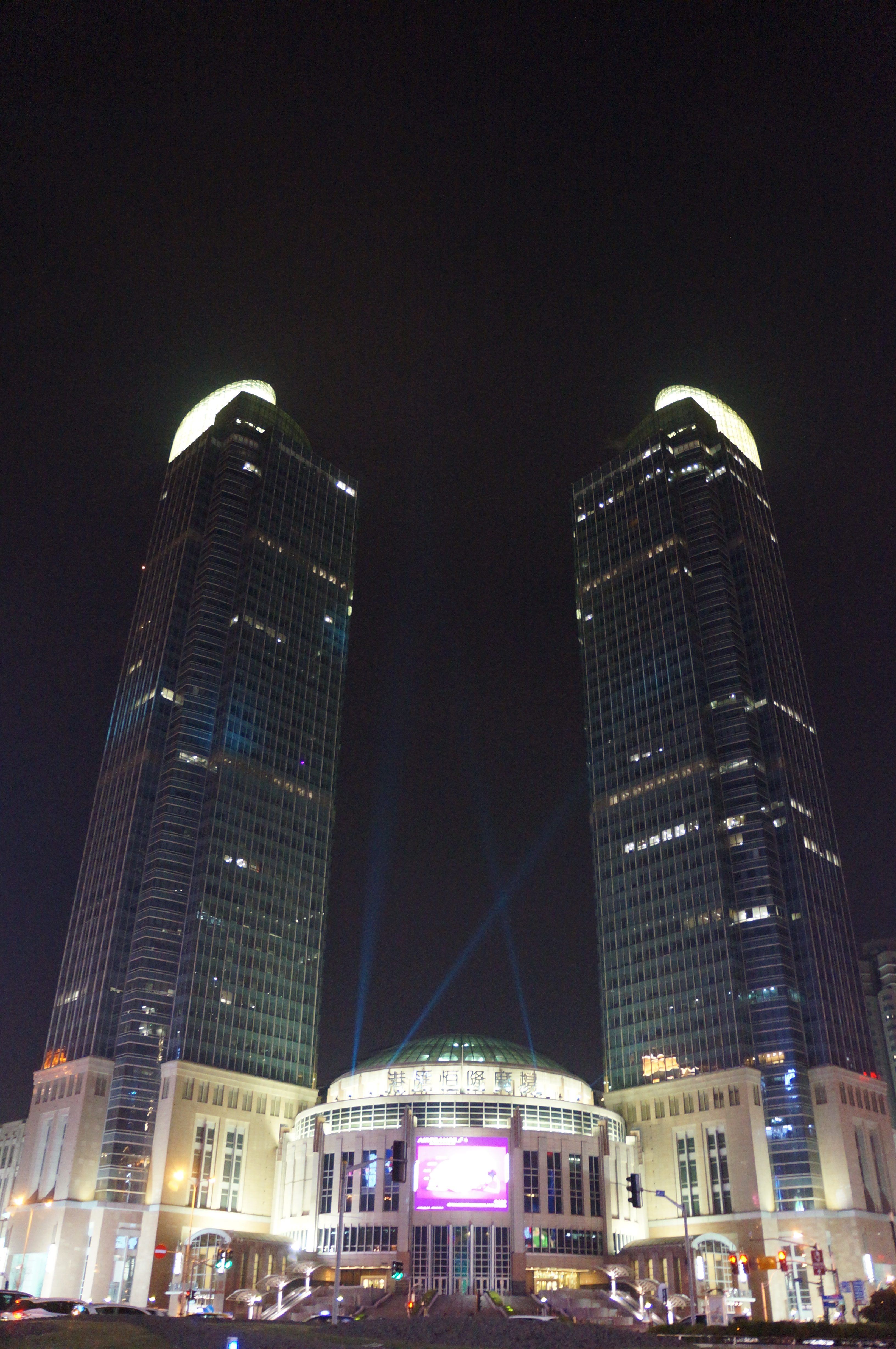
港汇广场夜景

港汇恒隆广场（英語：Grand Gateway 66）是位于中国上海市徐汇区虹桥路1号（华山路口）的2座摩天大厦：港汇恒隆广场1座（Grand Gateway Shanghai I）和港汇恒隆广场2座（Grand Gateway Shanghai II），均高262米，52层。

## 历史
完成于2005年。建筑面积40万平方米。港汇广场由香港恒隆集团投资管理，总投资51亿人民币。建筑设计者是美国凯里森建筑事务所。
港汇恒隆广场座落于上海的主要商业区——徐家汇商业中心，轨道交通1号线9号线11号线徐家汇站上盖。港汇购物中心于1999年12月28日开业，包括7个楼面（地上六层和地下一层），营业面积20万余平方米。拥有巨大的玻璃穹顶、94部电梯、和1,200个停车泊位。四楼还设计了一条长150米由青砖铺成的“上海阿拉街”，出售上海名特产品。
2011年3月23日，港汇广场更名为“港汇恒隆广场”。
2017年开始，港汇恒隆广场开始外立面翻新工程，更新原有的商场外墙。工程于2019年完成。
2024年9月12日，「港匯服務式公寓」將引入洲際酒店集團旗下金普頓酒店及餐廳。該酒店命名為上海金普頓徐家匯酒店，酒店將提供149間客房，設有天台花園、空中露台和室外泳池等設施。該酒店將為恒隆集團在內地首間酒店，計劃於2026年底開業。

## 交通
- █ 1号线 █ 9号线 █ 11号线徐家汇站
- 公共汽车：15、42、43、72、927、864、401路